# Бернс (Тенеси)
Бернс (енгл. Burns) град је у америчкој савезној држави Тенеси.

## Демографија
По попису из 2010. године број становника је 1.468, што је 102 (7,5%) становника више него 2000. године.
| Група             | 2000.         | 2010.         |
| Белци             | 1.313 (96,1%) | 1.394 (95,0%) |
| Афроамериканци    | 24 (1,8%)     | 23 (1,6%)     |
| Азијати           | 0 (0,0%)      | 0 (0,0%)      |
| Хиспаноамериканци | 7 (0,5%)      | 27 (1,8%)     |
| Укупно            | 1.366         | 1.468         |